# 廿里古戦場
廿里古戦場（とどりこせんじょう）は、戦国時代の1569年（永禄12年）10月1日に武田軍と後北条軍とが戦った古戦場。武田信玄の小田原攻めの前哨戦があり、この後に滝山城包囲、三増峠の戦いが行われた。十十里原古戦場、十々里古戦場とも書く。現在の八王子市廿里町、廿里山（戸取山・鳥取山とも）の南側。現在は、独立行政法人森林総合研究所・多摩森林科学園（サクラの遺伝子保存や森林・林業に関する試験研究機関）がある付近。

## 概要
後北条氏の本拠・小田原城攻撃に向かう武田信玄率いる甲州勢2万は碓氷峠を越え、北条方の支城を攻撃しながら南下し、滝山城の北、拝島町に陣を敷いた。一方、武田軍の別動隊で岩殿城主・小山田信茂隊1千は甲州街道が未整備であったため、間道を抜けて小仏峠から侵入した。これに対し、北条氏照は、家臣の横地監物、中山勘解由、布施出羽守ら2千の兵を派遣し、1569年（永禄12年）10月1日、廿里防塁跡で小山田軍を迎撃したが、待ち伏せの奇計を謀った小山田隊に敗北を喫したとされる。この後、武田軍により、滝山城は三の丸まで攻め込まれたが、かろうじて落城は免れた。
武田本隊は拝島町方面から南下していた上、甲州街道が未整備だったため、北条方は小仏峠からの侵入を予想しておらず、意表をつかれたという。また、加住丘陵を利用した滝山城は南からの攻撃に弱点があることが明らかとなり、小仏峠を睨んだ強力な防衛拠点の構築を急ぎ、急峻な深沢山に八王子城を築き、1587年（天正15年）本拠を滝山城から移転したという。

## 交通アクセス
JR東日本・京王電鉄高尾駅から徒歩約5分。